# Медведевский сельский совет (Джанкойский район)
Медведе́вский се́льский сове́т (укр. Медведівська сільська рада, крымскотат. Avuz Qırq köy şurası) — согласно законодательству Украины — административно-территориальная единица в Джанкойском районе Автономной Республики Крым, расположенная в северной части Джанкойского района, в степной зоне полуострова, на побережье Сиваша. Население по переписи 2001 года — 2389 человек, площадь — 192 км².
К 2014 году в состав сельсовета входило 3 сёл:
- Медведевка
- Предмостное
- Тургенево

## История
Ауз-Киркий сельсовет в составе Крымской АССР РСФСР был образован в 1930-х годах (на 1940 год он уже существовал). Указом Президиума Верховного Совета РСФСР от 21 августа 1945 года Ауз-Киркский сельсовет был переименован в Медведевский. С 25 июня 1946 года Медведевка в составе Крымской области РСФСР. С 25 июня 1946 года сельсовет в составе Крымской области РСФСР. 26 апреля 1954 года Крымская область была передана из состава РСФСР в состав УССР.
На 15 июня 1960 года в составе сельсовета числились населённые пункты:

| - Бережное - Ветвистое - Водное - Ермаково - Копани | - Медведевка - Новомихайловка - Обрывное - Островское - Победа | - Предмостное - Придорожное - Солёное Озеро - Столбовое - Тургенево |

К 1 января 1968 года были упразднены Бережное, Водное и Новомихайловка, к 1 января 1977 года — Обрывное. 1 апреля 1977 года из совета выделен Ермаковский с сёлами Ветвистое Ермаково, Копани, Островское, Придорожное, Солёное Озеро и Столбовое. В период с 1 июня 1977 года (на эту дату село ещё числилось в составе совета) по 1985 год (в перечнях административно-территориальных изменений после этой даты не упоминается) ликвидирована Победа и совет обрёл современный состав.
С 12 февраля 1991 года сельсовет в восстановленной Крымской АССР, 26 февраля 1992 года переименованной в Автономную Республику Крым. С 21 марта 2014 года в составе Крыма аннексирован Россией. Законом «Об установлении границ муниципальных образований и статусе муниципальных образований в Республике Крым» от 4 июня 2014 года территория административной единицы была объявлена муниципальным образованием со статусом сельского поселения.